# Tayna Lawrence
Tayna Lawrence (Spanish Town, 17 september 1975) is een Jamaicaanse voormalige sprintster, die was gespecialiseerd in de 100 m. Ze nam tweemaal deel aan de Olympische Spelen een won bij die gelegenheden een gouden en twee zilveren medailles.

## Loopbaan
Lawrence studeerde aan de Florida International University in Miami. Ze begon als 200- en 400 meterloopster, maar schakelde al snel over op de 100 m.
Op de Olympische Spelen van Sydney won Lawrence een bronzen medaille achter de Amerikaanse Marion Jones (goud) en de Griekse Ekaterini Thanou (zilver). Zilver veroverde ze op de 4 × 100 m estafette met haar teamgenotes Veronica Campbell, Beverly McDonald en Merlene Ottey. In 2001 sneuvelde ze in de halve finale van de wereldindoorkampioenschappen in Lissabon, en kon wegens blessures niet aan de wereldkampioenschappen in Edmonton meedoen.
In 2004 won Tayna Lawrence met haar teamgenotes Sherone Simpson, Aleen Bailey en Veronica Campbell op de Olympische Spelen van Athene een gouden medaille op de 4 × 100 m. Hun tijd van 41,73 betekende een nationaal record.
Later gaf Marion Jones toe doping te hebben gebruikt en werd een reeks medailles haar ontnomen. Hierdoor werd Lawrence tweede op de Olympische Spelen (2000) en de Grand Prix Finale (2002) en eerste op de Wereldbekerwedstrijd (2002).
In 2003 moest ze geopereerd worden, waardoor ze dat jaar niet kon uitkomen op het WK in Parijs.
Tanya Lawrence is getrouwd met haar coach Lloyd Edwards.

## Titels
- Olympisch kampioene 4 × 100 m - 2004

## Persoonlijke records
Outdoor
| Onderdeel | Prestatie          | Datum            | Plaats         |
| --------- | ------------------ | ---------------- | -------------- |
| 100 m     | 10,93 s (+1.0 m/s) | 30 augustus 2002 | Brussel        |
| 200 m     | 22,84 s (+0.6 m/s) | 1 mei 2000       | Pointe-à-Pitre |

Indoor
| Onderdeel | Prestatie | Datum            | Plaats       |
| --------- | --------- | ---------------- | ------------ |
| 55 m      | 6,77 s    | 22 februari 1999 | Jonesboro    |
| 60 m      | 7,13 s    | 18 februari 2005 | Birmingham   |
| 200 m     | 23,18 s   | 5 maart 1999     | Indianapolis |
| 400 m     | 54,39 s   | 22 januari 1999  | Gainesville  |

## Palmares

### 100 m
Kampioenschappen
- 1998:  Centraal-Amerikaanse en Caribische Spelen - 11,53 s
- 2000:  OS - 11,18 s (initieel brons)
- 2002:  Grand Prix Finale - 10,99 s (initieel brons)
- 2002:  Wereldbeker - 11,06 s (initieel zilver)

Golden League-podiumplekken
- 2000:  ISTAF – 11,07 s
- 2002:  Bislett Games – 11,13 s
- 2002:  Meeting Gaz de France – 11,04 s
- 2002:  Golden Gala – 11,02 s
- 2002:  Herculis – 10,95 s
- 2002:  Weltklasse Zürich – 11,10 s
- 2002:  Memorial Van Damme – 10,93 s
- 2002:  ISTAF – 11,12 s

### 4 × 100 m
- 1998:  Wereldbeker - 42,44 s
- 2000:  OS - 42,13 s
- 2002:  Wereldbeker - 41,91 s
- 2004:  OS - 41,73 s (NR)

1928: Rosenfeld, Smith, Bell, Cook ·
1932: Carew, Furtsch, Rogers, Von Bremen ·
1936: Bland, Rogers, Robinson, Stephens ·
1948: Stad-de Jong, Witziers-Timmer, van der Kade-Koudijs, Blankers-Koen ·
1952: Faggs, Jones, Moreau, Hardy ·
1956: Strickland, Croker, Mellor, Cuthbert ·
1960: Hudson, Williams, Jones, Rudolph ·
1964: Ciepły, Kirszenstein, Górecka, Kłobukowska ·
1968: Ferrell, Bailes, Netter, Tyus ·
1972: Krause, Mickler-Becker, Richter, Rosendahl ·
1976: Oelsner, Stecher, Bodendorf, Eckert ·
1980: Müller, Wöckel, Auerswald, Göhr ·
1984: Brown, Bolden, Cheeseborough, Ashford ·
1988: Brown, Echols, Griffith-Joyner, Ashford ·
1992: Ashford, Jones, Guidry, Torrence ·
1996: Devers, Miller, Gaines, Torrence ·
2000: Fynes, Sturrup, Davis, Ferguson ·
2004: Lawrence, Simpson, Bailey, Campbell ·
2008: Borlée, Mariën, Ouédraogo, Gevaert ·
2012: Madison, Felix, Knight, Jeter ·
2016: Madison, Felix, Gardner, Bowie ·
2020: Williams, Thompson-Herah, Fraser-Pryce, Jackson ·
2024: Jefferson, Terry, Thomas, Richardson